# Parafia Matki Bożej Szkaplerznej w Idołcie
Parafia Matki Bożej Szkaplerznej w Idołcie (biał. Парафія Маці Божай Шкаплернай y Ідолце) – parafia rzymskokatolicka w Idołcie. Należy do dekanatu miorskiego diecezji witebskiej.

## Historia
Pierwszym ośrodkiem parafii była kaplica grobowa Miłoszów wybudowana w 1862 roku przez Eugeniusza Miłosza. W okresie rządów ZSRR wyposażenie kaplicy zostało rozgrabione, a budynek służył jako magazyn do przechowywania nawozów. Kaplica była pw. Niepokalanego Poczęcia Najświętszej Maryi Panny. Dojeżdżali do niej kapłani z parafii w Druji. W 1917 r. z Druji został tu skierowany ks. Ildefons Bobicz na rektora w celu tworzenia parafii. W 1919 r. powstała w Idołcie samodzielna parafia a jej pierwszym administratorem został ks. Ildefons Bobicz. Podczas wojny polsko-bolszewickiej bolszewicy trzymali księdza w areszcie w kościele. W 1936 roku proboszczem parafii został ks. Stanisław Awid Eliasz. Parafia liczyła wówczas 3448 wiernych, znajdowała się w dekanacie miorskim w archidiecezji wileńskiej. 

### II wojna światowa
W latach 1937–1939 wybudowano Kościół parafialny w stylu secesyjnym. Kościół nie został wykończony przed wybuchem II wojny światowej, konsekrowano go w 1943 roku (inne źródła:15 lipca 1942). 
W nocy z 22 na 23 czerwca 1941 roku (wg innych źródeł 11 czerwca) funkcjonariusze NKWD uwięzili i wywieźli proboszcza ks. Stanisława Eliasza. Zginął podczas drogi śmierci z więzienia w Berezweczu do Taklinowa. Podczas drogi miał opiekować się i podtrzymywać na duchu starszego od siebie proboszcza miorskiego ks. Franciszka Kuksewicza, który również zginął.
2 sierpnia 1941 roku do Idołty przybył ks. Bolesław Gramz. Wspólnie z parafianami dokończył budowę kościoła. 8 czerwca 1944 roku został aresztowany przez policję białoruską. Miał zostać zawieziony jako zakładnik do Niemców, do Dryssy. Został zastrzelony po drodze, podczas próby ucieczki. Pochowano go przy kościele parafialnym. 

### Republika Białorusi
W 1990 roku parafianie odzyskali kaplicę grobową Miłoszów. Została wyremontowana, w święta odbywają się w niej Msze Święte. Odbudowę kościoła parafialnego prowadził ks. Antoni Łoś.

## Proboszczowie parafii
| imię i nazwisko            | daty urzędowania |
| -------------------------- | ---------------- |
| Ks. Ildefons Bobicz        | 1919 –           |
| Ks. Jan Choroszucha        | 1920 –           |
| Ks. Michał Boryk           | – 1927           |
| Ks. Antoni Dziczkaniec     | 1929 – 1935      |
| Ks. Antoni Ościłowicz      | 1935 – 1936      |
| Ks. Stanisław Eliasz       | 1936 – 1941      |
| Ks. Bolesław Gramz         | 1941 – 1944      |
| Ks. Lucjan Pawlik MIC      | 1944             |
| o. Wiaczesław Pialinak MIC | – 2019           |
| ks. Wiaczesław Adamowicz   | 2019 –           |